# イザベラ・ブラックモーア

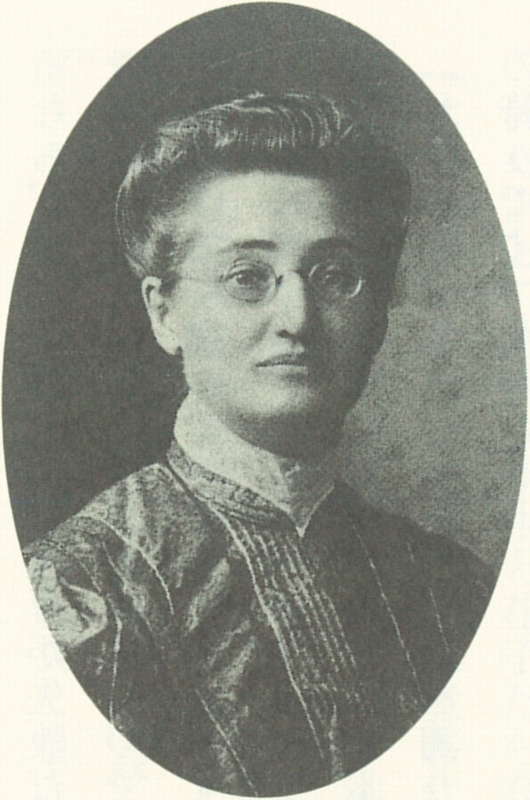
東洋英和女学校校長当時

イザベラ・ブラックモーア（またはブラックモア）（Isabella S Blackmore,1863年1月7日 - 1942年1月2日）は、カナダ・メソジスト教会婦人伝道会の宣教師である。
東洋英和女学校校長、山梨英和女学校校長、静岡英和女学校理事、東京女子大学理事長等を歴任した教育者。それらの功績により文部大臣から表彰を受けている。
カナダ・メソジスト婦人伝道会日本総理を務める。また、多くの社会事業に携わり、永坂孤女院を設立して運営したり、日本基督婦人矯風会理事を務めたりした。

## 経歴
1863年（文久2年）1月7日　カナダのノバスコシア州のオンズロー(Onslow)で父リチャード・ブラックモーア(Richard)、母マリンダ・ブラックモーア(Malinda)の娘として生まれる。
1889年（明治22年）7月　カナダのノバスコシア州のトルロ(Truro)の師範学校を卒業。
1889年（明治22年）8月27日　教育宣教師として来日する。
1889年（明治22年）東洋英和女学校の英語科教員になる。
1890年（明治23年）6月　東洋英和女学校の3代目校長となる。
1891年（明治24年）10月　東洋英和女学校の3代目校長を退任。
1891年（明治24年）山梨英和女学校に移籍する。
1892年（明治25年）山梨英和女学校の校長となる。
1894年（明治27年）山梨英和女学校の校長の役目を終える。カナダへ一時帰国。
1895年（明治28年）再来日。カナダ・メソジスト婦人伝道会日本総理に就任。
1896年（明治29年）東洋英和女学校の7代目校長となる。山梨英和女学校の校長代理となる。
1897年（明治30年）山梨英和女学校の校長代理を退任。
1899年（明治32年）東洋英和女学校卒業生を対象とする過程として補充科を設立。
1900年（明治33年）東洋英和女学校の7代目校長を退任。
1902年（明治35年）東洋英和女学校補充科が高等科と名称変更される。
1904年（明治37年）9月　東洋英和女学校の10代目校長となる。
1904年（明治37年）12月18日　麻布本村町に孤女院が生徒の有志によって開設される。ブラックモアが運営を支えることとなる。
1908年（明治41年）麻布教会が麻布区永坂町50番地に日曜学校を新設。2階に孤女院が移転し名称を永坂孤女院と改める。
1912年（大正2年）7月　東洋英和女学校の10代目校長を退任。東京女子大学設立委員会委員長に就任。
1914年（大正3年）3月　東洋英和女学校付属幼稚園初代園長に就任。
1916年（大正5年）東洋英和女学校付属幼稚園初代園長を退任。
1918年（大正7年）東京女子大学を設立し、初代理事長に就任。それに伴い東洋英和女学校高等科が廃止となる。
1920年（大正10年）10月30日　教育功労者として東京府より表彰を受ける。。
1922年（大正11年）5月　東洋英和女学校の14代目校長となる。
1923年（大正12年）カナダ・メソジスト婦人伝道会日本総理を退任。
1925年（大正14年）3月　東京女子大学初代理事長を退任。東洋英和女学校の14代目校長の役目を退任。カナダに帰国。
1942年（昭和17年）1月2日　召天。

## 人物
- 『厳しい中に自由がある』という教育理念の元に、徹底したピューリタン的信仰による教育を行った。大半の生徒は寄宿舎で日常生活の訓練を受けさせられ、規則に違反すると罰を受けた。
- 東洋英和女学校の校長在任中のエピソードとして、以下の話が残っている[4]
  - 礼拝中に鼻をすすった生徒に対し、ハンカチで、鼻が真っ赤になるまで鼻をかませた。
  - 廊下を走った生徒に対し、英語で「あなたは廊下の歩き方を知らないようですから、私がお教えしましょう」と言い、30分もの間、廊下を何往復も歩かせた。
  - 廊下でふざけていた生徒に対し、「みだりに廊下に於いて話をなし高笑疾走などなすべからず」と英語で80回書かせた。
  - 英会話の授業で、教師からの質問に回答する声が小さかった生徒に対し、「校庭に行って、あなたの声を探してらっしゃい」と、寒空の下の校庭に放り出した。
  - 寄宿生に The Sixty Sentences [5][6]という、朝起きてから夜床につくまでの日常生活の行動を書いた60の英文を暗誦させた。時折抜き打ちで校長が疑問文や否定文などで唱えさせ、英語力を鍛えさせた。
  - 村岡花子が在学中、廊下を走って校長にぶつかったところ、Go to bed! （部屋で静かに目を閉じて反省しなさいの意）という懲戒処分を受けた。
  - しかし、そうした彼女の厳格な指導は生徒達への深い愛情ゆえであることを生徒達はよく理解しており、生徒達は彼女を恐れつつも心から敬意を払っていた。花子も含めて女学校の生徒達は、卒業後も多少の困難に負けず強く生きていけたのは彼女が厳しく鍛えてくれたからこそであると感謝していたという。
  - 1900年完成の木造校舎が、建築中に台風で2度にわたり倒壊した時、生徒や教職員に「雨の後に虹は出ます。恵みの虹を信じましょう。」と語り、励ました[7]。
  - 軽井沢[注 1]の小川沿いに建てた別荘「ブルックサイド・コテージ」には、夏休みに家に帰れない寄宿生や希望する生徒たちを滞在させた。そのなかには柳原白蓮や村岡花子[9]も含まれていた。このコテージでひと夏を過ごした生徒たちは、その楽しい合宿生活を満喫したようであり、食事当番や掃除当番が交代で課せられ、自由時間にはテニスをしたり町に買い物にも出かけた。日曜日には揃ってユニオンチャーチに出席、時々はハイキング、火曜日の夜にはユニオンチャーチで開かれる音楽会に出かけたという。[10]
  - 卒業式の日に、「学生時代が一番幸せな時代だった」との感想を述べた生徒に対し、イギリスの詩人であるロバート・ブラウニングの詩の1節「我と共に老いよ、最上のものはなお後に来たる（ Grow old along with me! The best is yet to be ）[11]」を引き[12]、「（学生）時代が一番幸せだった、一番楽しかった、と心底から感じるなら、私はこの学校の教育が失敗だったと言わなければなりません。最上のものは過去にあるのではなく、将来にあります。旅路の最後まで希望と理想を持ち続けて、進んでいく者でありますように」と語った[注 2]。